# Ортод
Ортод (тадж. Ортод) — село в Кушониёнском районе Хатлонской области Республики Таджикистан. Подчинен администрации джамоата посёлка Бохтариён.
Находится на расстоянии 23 км от райцентра (пгт. им. Исмоила Сомони) и 5 км от посёлка Бохтариён.
Население — 1510 чел. (2017).